# Liste der Monuments historiques in Plomodiern
Die Liste der Monuments historiques in Plomodiern führt die Monuments historiques in der französischen Gemeinde Plomodiern auf.

## Liste der Bauwerke
| Bezeichnung                                                  | Beschreibung | Standort                 | Kennzeichnung | Schutzstatus | Datum | Bild           |
| ------------------------------------------------------------ | ------------ | ------------------------ | ------------- | ------------ | ----- | -------------- |
| Kapelle Ste-Marie-du-Ménez-Hom mit Triumphbogen und Calvaire |              | (Lage)                   | PA00090196    | Classé       | 1916  | weitere Bilder |
| Kirche St-Mahouarn                                           |              | Place de l’Église (Lage) | PA00090197    | Inscrit      | 1932  | weitere Bilder |

## Liste der Objekte
- Monuments historiques (Objekte) in Plomodiern in der Base Palissy des französischen Kultusministeriums